# Chris Donahue
Chris Donahue (* im 20. Jahrhundert als John Christopher Donahue in Dallas in Texas) ist ein US-amerikanischer Film- und Fernsehproduzent, der 1998 mit einem Oscar ausgezeichnet wurde.

## Biografie
Donahue, der in Dallas in Texas geboren wurde, besuchte die Jesuit College Preparatory School of Dallas. Er nahm ein Studium an der Loyola University New Orleans auf und erhielt dort einen Bachelor-Abschluss in Kommunikation. Er besitzt auch Abschlüsse vom American Film Institute (MFA) und der Jesuit School of Theology in Berkeley (M.Div. und Th.M.). Donahue äußerte sich dahingehend, dass ihn als Kind Filme wie Butch Cassidy and the Sundance Kid beeinflusst hätten. Der erste Film, den er im Kino gesehen habe, sei The Sound of Music von Robert Wise gewesen.
Donahue begann seine Karriere als Produzent von Fernsehnachrichten und Dokumentationen und wechselte dann am American Film Institute zum Spielfilm und zu Fernsehfilmen. Sein erster professioneller Job war bei WWL-TV in New Orleans. Für seine Dokumentarfilme Russia: A Prison of Nations und Nicaragua: A Land Divided wurde er kurz hintereinander mit den New Orleans Press Club Awards ausgezeichnet. Durch seine Arbeit für einen PBS-Partner wurde er als Corporation for Public Broadcasting Partner bei WGBH in Boston ausgewählt. Er produzierte hunderte von Stunden lokaler Nachrichten, Dokumentationen und Kinderfernsehsendungen in New Orleans, bevor er 1991 nach Los Angeles zog, um das American Film Institute zu besuchen. Danach arbeitete er für Paulist Productions als Entwicklungsleiter und war Co-Produzent von Entertaining Angels: The Dorothy Day Story (1996) von John Wells mit Moira Kelly und Martin Sheen in den Hauptrollen. Der 1998 von Donahue produzierte Kurzfilm Visas and Virtue, eine Erzählung über den Holocaust-Retter Chiune Sugihara, wurde mit einem Oscar ausgezeichnet. Zusammen mit Regisseur Chris Tashima und dem Bühnenautor Tim Toyama gründete Donahue 1996 Cedar Grove Productions, um diesen Kurzfilm zu produzieren. Donahue war außerdem ausführender Produzent des Dramas Day of Independence (2003) bei Cedar Grove Productions. Im Jahr 2000 produzierte er den Spielfilm Straight Right. Für die Dokumentation Be Good, Smile Pretty (2003), die in der PBS-Serie Independent Lens ausgestrahlt wurde, wurde er mit einem Emmy Award belohnt.
Donahues besondere Liebe gilt dem Dokumentarfilm, was ihn immer wieder zu diesem Genre zurückkehren lässt. Seine Interessen liegen bei Themen im Bereich künstliche Intelligenz, Kreativität, immersives Storytelling und Social Impact Entertainment. Donahue gründete West Main Street Productions und ist Mitglied der Academy of Motion Picture Arts and Sciences, der Academy of Television Arts and Sciences und der Producers Guild of America. Er ist zudem Vorstandsmitglied des Humanitas-Preises. Von 2000 bis 2006 war Donahue der erste hauptamtliche geschäftsführende Direktor des Humanitas-Prize, eines jährlich verliehenen Autorenpreises, der Filme und Fernsehsendungen würdigt, die das Fernsehpublikum nicht nur unterhalten, sondern auch bereichern.
Von 2006 bis 2010 war Donahue Executive Vice President bei der Shephard/Robin Company, den Machern der TNT-Fernsehserie The Closer und der FX-Serie Nip/Tuck. Donahue war auch Produzent der Lifetime-Fernsehserie State of Mind mit Lili Taylor sowie des TNT-Dramas Trust Me mit Eric McCormack, Thomas Cavanagh und Monica Potter.
2011 produzierte Donahue die preisgekrönte A&E-Serie Longmire für Warner Brothers Television und produzierte alle Folgen der Staffeln 1 bis 3. Das Western-Krimi-Drama lief sechs Staffeln lang und basierte auf Walt Longmire, dem engagierten und unerschütterlichen Sheriff von Absaroka County in Wyoming. Robert Taylor, Lou Diamond Phillips und Katee Sackhoff waren in den Hauptrollen besetzt. Longmire gewann mehrere Preise, darunter einen Key Art Award, einen Red Nation Film Award of Excellence und einen Prism Award. Die Pilotfolge war außerdem bei den Edgar Allan Poe Awards 2013 in der Kategorie „Beste Fernsehepisoden-Telenovela“ nominiert.
Donahue war von Juli 2014 bis 2018 Präsident von Paulist Productions, wo er Finanzierungen in erheblicher Höhe für drei Filme aushandelte. Einige seiner bekanntesten Filme bei Paulist waren Miracle Maker (2015), The Dating Project (2017) und Every Other Holiday (2018). Zuletzt war Donahue ausführender Produzent von Caffeine & Gasoline: Evolution of the American Rocker (2020), einem Dokumentarfilm über die Geschichte der Rocker- und Café-Clubs, in denen die Bewegung in East London begann. Donahue arbeitet auch als Berater und Coach und ist Mitglied zahlreicher Vorstände, Organisationen und Ausschüsse innerhalb der Unterhaltungsindustrie.
Zusätzlich zu seiner Produzententätigkeit hat Donahue auch Filmkurse am American Film Institute, der Chapman University, der Loyola Marymount University und der UCLA gegeben und als Redner bei zahlreichen Filmfestivals und auf Podiumsdiskussionen mitgewirkt und Workshops an führenden Universitäten und Hochschulen geleitet. Zu seinen Lehrkompetenzen gehören: Das Mediengeschäft, Regie, Dokumentarfilm, Film- und Fernsehproduktionen und das Schreiben von Drehbüchern.

## Filmografie (Auswahl)
- 1992: Rabbit Ears: Jonah and the Whale (Redaktioneller Berater)
- 1996: Angst vor Gefühlen (Entertaining Angels: The Dorothy Day Story; Co-Produzent)
- 1997: Touch – Der Typ mit den magischen Händen (Touch; Technischer Berater)
- 1997: Visas and Virtue (Kurzfilm; Produzent)
- 1999/2003: Independent Lens (Fernsehserie, Folgen S1/E5 und S1/E3 Segment Visas and Virtue / I Am Viet Hung)
- 2000: Straight Right (Produzent)
- 2002: Judas: Traitor or Friend? (Fernsehfilm; Beratender Produzent)
- 2003: Day of Independence (Kurzfilm; Ausführender Produzent)
- 2006: Popcorn Zen (Fernsehserie; Produzent S2/E2 Segment Visas and Virtue)
- 2007: State of Mind (Fernsehserie, 7 Folgen; Produzent)
- 2008: The Closer (Fernsehserie, Folge S4/E9 Tijuana Brass; Technischer Berater)
- 2009: Trust Me (Fernsehserie, 13 Folgen; Produzent)
- 2010: A Journey to Golf’s Past: Creating Old Macdonald (Produzent)
- 2012–2014: Longmire (Fernsehserie, 33 Folgen; Betreuender Produzent/Produzent)
- 2015: He Knows My Name (Kurzfilm; Ausführender Produzent)
- 2015: Miracle Maker (Ausführender Produzent)
- 2017: The Dating Project (Ausführender Produzent)
- 2017: Black Jack Pershing: Love and War (Fernsehfilm; Beratender Produzent)
- 2018: Little Women (Ausführender Produzent)
- 2018: Unser größter Weihnachtswunsch (Every Other Holiday; Ausführender Produzent)
- 2020: Caffeine and Gasoline: Evolution of the American Rocker (Ausführender Produzent)
- 2023: Snail (Kurzfilm; Beratender Produzent)
- 2024: Missing in the Midwest (Kurzfilm; Beratender Produzent)

## Auszeichnungen (Auswahl)
Heartland International Film Festival 1997
- Gewinner Crystal Heart Award für und mit Visas and Virtue – gemeinsam mit Chris Tashima, Tim Toyama und Tom Donaldson

Academy Awards 1998
- Auszeichnung mit dem Oscar in der Kategorie „Bester Kurzfilm (Live Action)“ für und mit Visas and Virtue – gemeinsam mit Chris Tashima

Sonoma Valley Film Festival 2000
- Gewinner Jury Award in der Kategorie „Bester Kurzfilm“ für und mit Visas and Virtue – gemeinsam mit Chris Tashima

News & Documentary Emmy Awards 2004
- Gewinner Emmy in der Kategorie „Bester Dokumentarfilm“ Independent Lens, für die Episode Be Good, Smile Pretty – gemeinsam mit Sally Jo Fifer, Tracy Droz Tragos, Rand Mason, Michael Murphy, Chris Tragos und Kat Tragos